# Nemesrádó
Nemesrádó est un village et une commune du comitat de Zala en Hongrie. Il s'est appelé Rádó de 1952 à 1991